# Aquila africana
L'aquila minore di Cassin (Aquila africana (Cassin, 1865)) è un uccello rapace della famiglia degli Accipitridi.